# České velkopřevorství řádu maltézských rytířů
České velkopřevorství řádu maltézských rytířů je jedním ze šesti velkopřevorství tohoto řádu na světě. Nejvyšším představeným české frakce řádu je kníže-velkopřevor, volený obvykle na dobu šesti let z řad profesních rytířů. 

## Dějiny

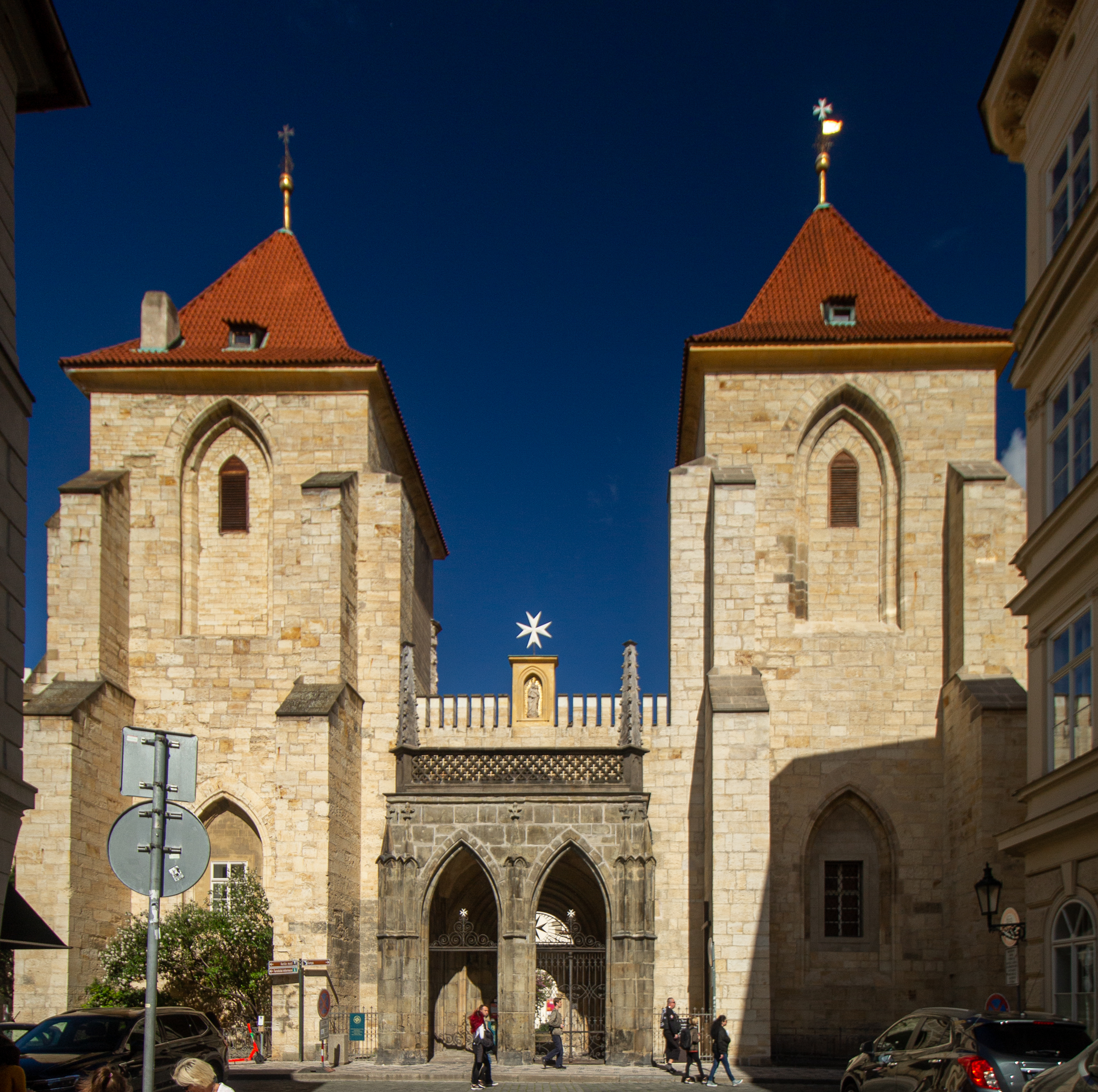
Malá Strana, maltézský kostel Panny Marie pod řetězem

Znak Suverénního rytířského řádu maltézských rytířů

V Českém království byla první komenda zřízena za vlády druhého českého krále Vladislava I. (vládl v letech 1140–1172, králem byl od 1158) mezi lety 1159–1168 nedaleko Juditina mostu na levém břehu Vltavy, kde byl založen kostel Panny Marie pod řetězem konec mosta (sub catena in pede pontis). Po benediktinech, premonstrátech a cisterciácích byli maltézští rytíři teprve čtvrtým církevním řádem, který se usídlil v Čechách.
Postupně vznikaly další komendy ve Strakonicích, Horažďovicích, Manětíně a v Českém Dubu.
V roce 1325 začal představený řádu v Čechách užívat titul generální převor (prior generalis, případně prior humilis). Od roku 1626 byl nejvyššímu představenému řádu v Čechách přiznán titul velkopřevora (magnus prior). Od vydání Obnoveného zřízení zemského v roce 1627 do roku 1748 byl velkopřevor řádným členem místodržitelského kolegia.
Císař František Josef I. (českým králem 1848–1916) 2. dubna 1881 udělil česko-rakouskému velkopřevorovi řádu maltézských rytířů sídlícímu v Praze titul kníže-velkopřevor.

## Seznam představených maltézských rytířů v Čechách

### Preceptoři a mistři
- 1. 1183–1186 Bernard
- 2. 1186–1194 Martin
- 3. 1194–1234 Menhart
- 4. 1234–1238 Hugo
- 5. 1238–1245 Mladota
- 6. 1245–1252 Petr ze Strážnice
- 7. 1252–1255 Klement
- 8. 1255–1272 Jindřich z Fürstenbergu
- 9. 1273–1278 Jindřich z Bocksbergu
- 10. 1278–1283 Hermann z Brunshornu
- 11. 1284–1287 Hermann z Hohenlohe – poprvé
- 12. 1287–1289 Berengar z Laufen
- 13. 1290–1292 Gottfried z Klingenfelsu, rezignoval
- 14. 1293–1298 Hermann z Hohenlohe – podruhé
- 15. 1298–1301 Jindřich z Kindhausenu (z Kindhuže)
- 16. 1301–1313 Helphrik z Rudigkheimu
- 17. 1313–1325 Berthold z Hennebergu

### Generální převorové
- 18. 1325–1335 Michael z Týnce
- 19. 1337–1365 Havel z Lemberka
- 20. 1367–1372 Jan ze Zvířetic a Vartenberka
- 21. 1373–1391 Zemovít Těšínský
- 22. 1391–1397 Markold z Vrutic
- 23. 1398–1401 Heřman (Hereš) ze Zvířetic a Vartenberku
- 24. 1401–1421 Jindřich z Hradce
- 25. 1423–1432 Ruprecht II. Lubinský
- 26. 1432–1451 Václav z Michalovic († 28. 8. 1451)
- 27. 1451–1467 Jošt II. z Rožmberka (11. 11. 1430 – 12. 12. 1467 Nisa)
- 28. 1467–1511 Jan ze Švamberka († 1516)
- 29. 1511–1532 Jan III. z Rožmberka (24. 11. 1484 – 29. 2. 1532)
- 30. 1534–1542 Jan starší z Vartenberka († 10. 1. 1542)
- 31. 1543–1554 Zbyněk Berka z Dubé a z Lipé († 22. 4. 1554)
- 32. 1555–1578 Václav Zajíc z Hazmburka († 31. 1. 1578)
- 33. 1578–1590 Kryštof starší z Vartenberka († 6. 5. 1590)
- 34. 1591–1619 Matouš Děpolt Popel z Lobkowicz (21. 9. 1564 – 11. 10. 1619 Praha)[1]
- 35. 1620–1625 Jindřich z Logau
- 36. 1626 Rudolf z Paaru († 1626)

### Velkopřevorové
- 37. 1626–1637 Vilém Zdeněk Wratislav z Mitrovic († 19. 1. 1637)
- 38. 1637–1657 Rudolf z Colloredo-Wallsee (2. 11. 1585 České Budějovice – 24. 2. 1657 Praha)
- 39. 1658–1661 Vilém Leopold Rheinstein-Tittenbach
- 40. 1661–1666 Adam Vilém Wratislav z Mitrovic († 11. 10. 1666)
- 41. 1667–1675 František Šebestián Wratislav z Mitrovic († 1684)
- 42. 1676–1701 Ferdinand Ludvík Libštejnský z Kolowrat (1621–1701)
- 43. 1701–1702 František Zikmund z Thun-Hohensteinu (1639–1702)
- 44. 1703–1709 Wolfgang Sebastian z Pöttingu († 17. 6. 1709)
- 45. 1711–1712 Jan Václav Josef Wratislav z Mitrovic († 5. 12. 1712)
- 46. 1714–1721 Ferdinand Leopold Dubský z Třebomyslic († 27. 2. 1721)
- 47. 1721–1726 Karel Leopold z Herbersteinu
- 48. 1726–1737 Gundakar Poppo z Ditrichštejna († 9. 10. 1737)
- 49. 1738–1744 František Antonín z Königsegg-Rothenfelsu (1672–1744)
- 50. 1745–1754 Václav Jáchym Čejka z Olbramovic (1667–1754)
- 51. 1754–1769 Emanuel Václav Krakowský z Kolowrat (26. 12. 1700 Praha – 14. 6. 1769)
- 52. 1769–1789 Michael Ferdinand z Althannu († 19. 5. 1789)
- 53. 1791–1818 Josef Maria z Colloreda-Wallsee (1735–1818)
- 54. 1819–1824 Vincenc Maria Josef Libštejnský z Kolowrat (1749–1824)
- 55. 1826–1835 Karel z Neippergu
- 56. 1836–1846 Karel Boromejský z Morzinu (1756–1846)
- 57. 1847–1867 František z Khevenhüller-Metsche (1783–1867)
- 58. 1867–1874 František Xaver II. Krakowský z Kolowrat (5. 6. 1803 Týnec – 15. 6. 1874 Strakonice)
- 59. 1874–1887 Othenio Lichnovský z Werdenbergu (7. 5. 1826 Hradec nad Moravicí – 13. 2. 1887 Merano)
- 60. 1887–1904 Kvido z Thun-Hohensteinu (19. 9. 1823 Žehušice – 7. 9. 1904 Horní Libchava)
- 61. 1904–1914 Jindřich z Lichtenštejna
- 62. 1914–1927 Jan Rudolf z Hardeggu (zu Glatz und im Machlande)
- 63. 1927–1938 Karel z Ludwigstorffu
- 64. 1938–1941 Karel kardinál Kašpar (16. května 1870 Mirošov u Rokycan – 21. dubna 1941 Praha)
  - 1941–1981 (regent) Karel VI. ze Schwarzenbergu (5. 7. 1911 Čimelice – 9. 4. 1986 Vídeň)
- 65. 1981–1988 (se sídlem ve Vídni) Karel Eduard Paar (* 4. 1. 1934 Praha; poprvé)
- 66. 1988–1996 (se sídlem v Římě) Cyril Toumanoff (13. 10. 1913 – 4. 2. 1997)
  - 1990–1991 (zástupce velkopřevora s pravomocemi prokurátora) Jaromír Hrubý-Gelenj (2. 11. 1922 Červené Pečky – 18. 7. 2012)
  - 1991–1994 (zástupce velkopřevora) František Lobkowicz (rezignoval)
  - 1995–1996 (dočasný zástupce velkopřevora) Karel Eduard Paar
- 67. 1996–2002 Jindřich František Schlik (23. 12. 1916 Vokšice – 30. 4. 2004 Jičín)
- 68. 2002–2004 Václav Norbert Kinský (21. 3. 1924 Praha – 9. 3. 2008 Pugnano, Itálie)
- 69. 2004–2011 Karel Eduard Paar (podruhé)
  - 2011–2013 (prokurátor) Norbert Salburg-Falkenstein
  - 2013–2022 (prokurátor) Johannes Lobkowicz (* 22. 8. 1954 Mnichov), obedienční rytíř[2]
- 70. 25. červenec 2022– Pierre de Bizemont[3]